# Edgardo P. V. Murguía
Edgardo Pablo Virgilio Murguía (Embarcación, 6 de diciembre de 1933-1 de abril de 2014) fue un sindicalista y político argentino del Partido Justicialista que se desempeñó dos veces como senador nacional por la provincia de Santa Cruz entre 1973 y 1976 y entre 1983 y 1989. De 1989 a 1991 fue interventor de Yacimientos Carboníferos Fiscales (YCF), donde había desarrollado su carrera como empleado administrativo desde los años 1950, a la par de su carrera sindical.

## Biografía
Nació en 1933 en Embarcación (provincia de Salta). Debido al sorteo correspondiente al servicio militar obligatorio, se radicó en Río Gallegos (Santa Cruz) en 1955, decidiendo permanecer allí. En el sindicalismo comenzó en la Unión Ferroviaria y luego en la Asociación Trabajadores del Estado (ATE) cuando se convirtió en empleado administrativo de Yacimientos Carboníferos Fiscales (YCF) en el área de presupuesto. En paralelo, en política adhirió al peronismo.
En 1958 fue prosecretario de ATE-sector carbonífero y entre 1961 y 1965 se desempeñó como subsecretario general de la CGT de Santa Cruz. En 1968 participó de la refundación de la seccional en Río Gallegos de ATE, encabezando la comisión directiva como secretario general. Entre 1971 y 1973 fue secretario general de las 62 Organizaciones de Santa Cruz e integró el comité central confederal de la CGT Nacional.
En 1972, secundó a Jorge Cepernic en el congreso del Partido Justicialista (PJ) de Santa Cruz. En el marco de elecciones internas del justicialismo santacruceño, Cepernic fue promovido como candidato a gobernador y Murguía como candidato a senador. En el ámbito partidario fue también integrante del Consejo Nacional, secretario del PJ de Santa Cruz y, más tarde, congresal nacional en la década de 1980.
En las elecciones legislativas de 1973, fue elegido senador nacional por la provincia de Santa Cruz integrando el Frente Justicialista de Liberación. En la cámara, fue vicepresidente segundo, secretario de la comisión de Energía y Combustibles y vocal en las comisiones de Turismo y de Trabajo y Previsión Social. Su mandato se extendía hasta 1977 pero fue interrumpido por el golpe de Estado del 24 de marzo de 1976. Tras el golpe, permaneció detenido durante diez días y regresó como empleado a YCF, degradado de su puesto administrativo.
En 1981 fue uno de los integrantes peronistas de la Multipartidaria. Regresó al cargo de senador nacional en las elecciones al Senado de 1983, con mandato hasta 1989. Fue presidente de la comisión de Combustible; vicepresidente de la comisión de Energía; e integró como vocal las comisiones de Presupuesto y Hacienda; de Turismo; de Minería; y de Relaciones Internacionales Parlamentarias.
En junio de 1989, poco antes de finalizar su mandato presidencial, Raúl Alfonsín decretó la intervención de YCF por 180 días y designó a Murguía al frente de la misma. Permaneció en el cargo hasta su renuncia en julio de 1991, ya en la presidencia de Carlos Menem. Durante sus dos años de intervención, comenzó el proceso para la privatización de YCF (concretada en 1994), mediante la reorganización de la empresa en 1989 y el decreto de privatización parcial con participación privada mayoritaria al año siguiente.
Entre 1991 y 1995 se desempeñó como secretario administrativo del Senado de la Nación. A finales de 1996, el presidente Menem lo designó presidente de la Comisión Nacional para la Promoción y Desarrollo de la Región Patagónica.
Falleció en abril de 2014, a los 80 años.